# Hoogeloon
Hoogeloon (Brabants: Lôon) is een dorp dat deel uitmaakt van de gemeente Bladel in de Nederlandse provincie Noord-Brabant, is gelegen in de regio Kempen en maakt onderdeel uit van de streek Acht Zaligheden. Het aantal inwoners bedraagt 2.305.

## Toponymie
Het achtervoegsel -loon is afgeleid van het Germaanse lauhun, dat 'beboste heuvel' betekent; zie -loo.

## Buurtschappen
Hoogcasteren, Heieind, Heuvel, Landorp

## Geschiedenis

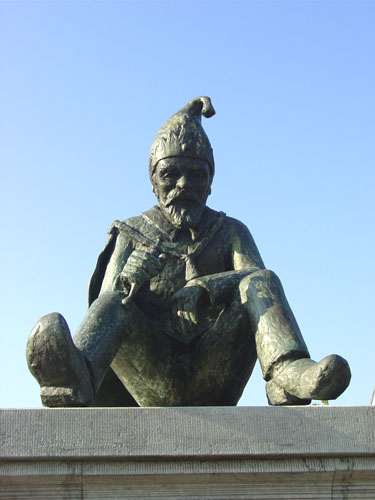
Kabouterkoning Kyrië, wakend op de dorpspomp aan het Valensplein te Hoogeloon, Nederland. Kijkend of de waarden van goedheid, gemoedelijkheid en hulpvaardigheid in acht worden genomen.

De omgeving van Hoogeloon is al sinds de voorgeschiedenis bewoond, waarvan vondsten uit de IJzertijd getuigen.
In 1827 werden bij opgravingen onder andere Romeinse overblijfselen gevonden. In de jaren 80 van de 20e eeuw zijn ten oosten van Hoogeloon de resten van de Romeinse villa Hoogeloon uit de 2e eeuw ontdekt als onderdeel van een agrarische nederzetting. Ook een bijbehorend Romeins grafveld, een grafheuvel, die bekendstaat als de Kaboutersberg, en een fragment van een Romeinse weg werden gevonden dan wel onderzocht. De villa is de enige die van de Brabantse dekzandgronden bekend is.
Bestuurskundig behoorde Hoogeloon in de middeleeuwen, samen met Hapert en Casteren tot een vrije heerlijkheid, waar later een schepenbank werd ingesteld.
In 1186 werd bevestigd dat de Abdij van Tongerlo het land, het halve patronaatsrecht en het halve tiendrecht bezat van de kerk van Hoogeloon. De andere helft was in handen van de familie Van Rode. In 1232 deed deze van dit recht afstand en kwamen de rechten geheel in handen van de abdij, die tot 1831 een pastoor zou aanstellen, wat meestal een Norbertijn was.
Een altaar dat gewijd was aan de heilige Pancratius werd reeds in 1495 vermeld en in 1564 werd hij als patroonheilige van de Hoogeloonse parochiekerk genoemd. Tussen 1712 en 1718 verkreeg de parochie, via de Norbertijnen, een reliek van deze heilige. Vermoedelijk is de Pancratiusverering in Hoogeloon ingevoerd in de 13e eeuw door de uit Ranst afkomstige familie Van Ranst. In Ranst was reeds een bedevaartsoord voor deze heilige.
De middeleeuwse parochiekerk, die in 1648 in protestantse handen was overgegaan, kregen de katholieken in 1808 weer terug. De middeleeuwse kerk werd, op de toren na, gesloopt in 1926.
Hoogeloon ging behoren tot de gemeente Hoogeloon, Hapert en Casteren, die tot 1997 heeft bestaan en toen opgegaan is in de gemeente Bladel.

## Bezienswaardigheden

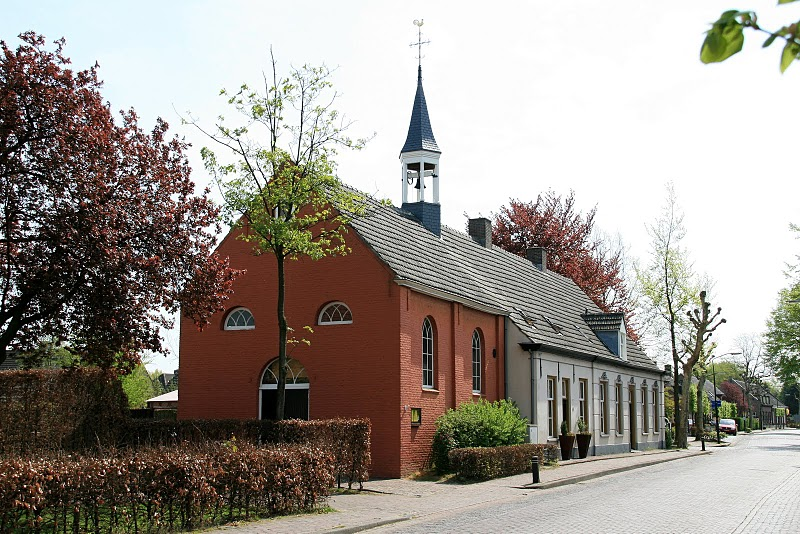
Protestantse kerk

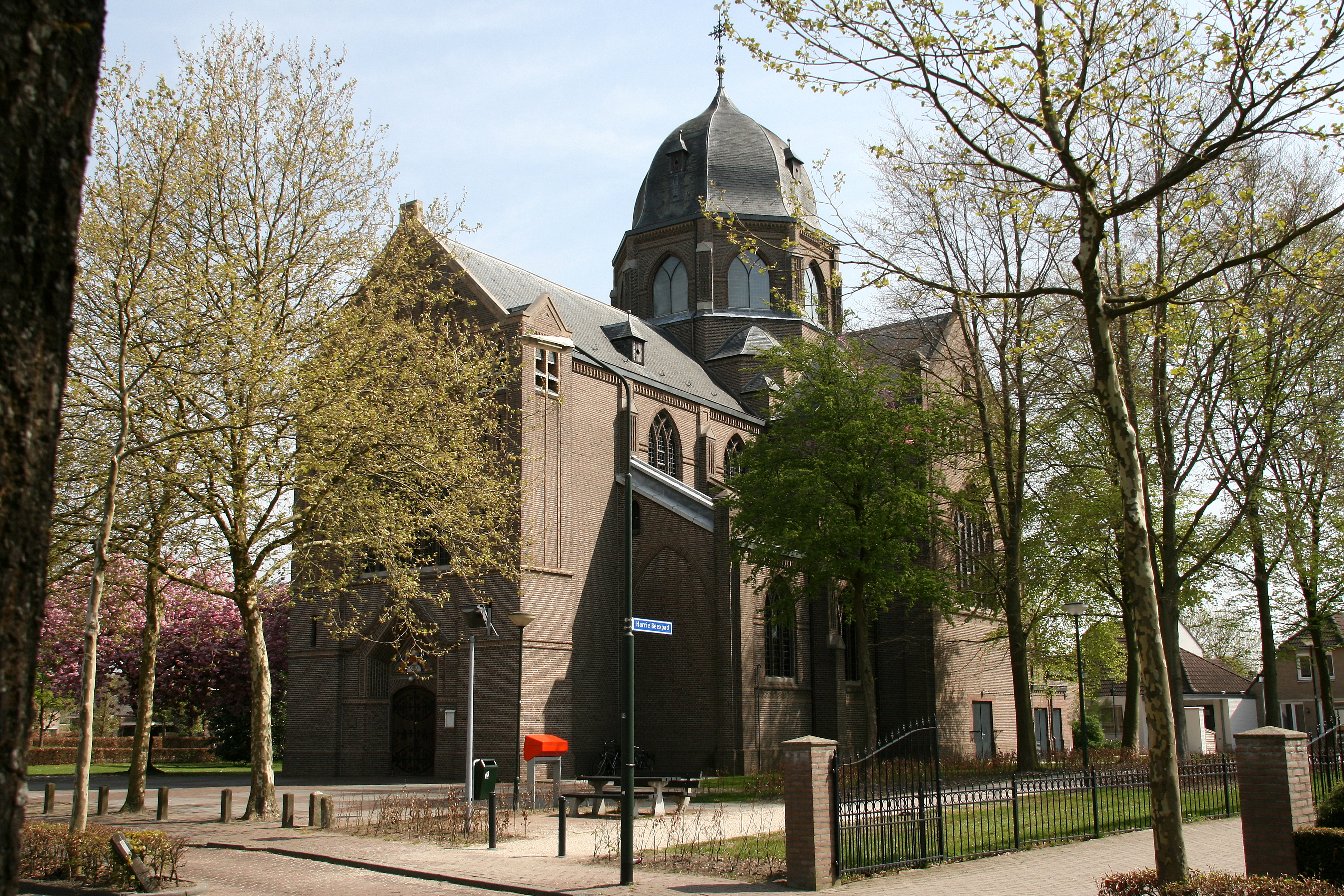
Sint-Pancratiuskerk

Hoogeloon heeft het karakter van een straatdorp dat een lengte heeft van bijna 4 km, en tot aan Hapert toe doorloopt. Centraal staat de huidige parochiekerk, omringd door een grasveld. Hier liggen ook enkele straten met nieuwbouw.
- In de jaren dertig van de 20e eeuw werden grafheuvels uit de bronstijd ontdekt, waaronder de Zwarte Berg aan de Groenstraat (ook wel Smousenberg genoemd), een van de grootste en hoogste grafheuvels die in België of Nederland te vinden zijn.
- Een andere grafheuvel stamt uit de Romeinse tijd, de Kaboutersberg.
- De Protestantse Kerk is een eenvoudige zaalkerk uit 1810 die vastgebouwd zit aan een reeks monumentale woonhuizen.
- De katholieke Sint-Pancratiuskerk is een grote dorpskerk in neogotische stijl. Ze heeft kenmerken van een kruisbasiliek zonder toren, maar met een indrukwekkende en merkwaardige koepel op de viering. Boven de ingang bevindt zich een tegeltableau dat God en de vier evangelisten voorstelt. De kerk is gebouwd in 1924 en de architect was Hubert van Groenendael. In de kerk bevindt zich een Sint-Pancratiusbeeld uit 1915, gemaakt door Jan Custers.
- In Hoogeloon staat een alleenstaande kerktoren die dateert uit omstreeks 1400. Ze is het enige wat overgebleven is van de in 1926 gesloopte gotische kerk. De toren heeft vier geledingen en is een goed voorbeeld van Kempense gotiek. Boven de westingang is een rondvenster. In de toren is een tiendklok uit 1435 te vinden, die gegoten is door Jan Zeeltman. Deze klok kondigde de komst van de tiendheffer aan. Een andere klok dateert van 1791. De toren wordt omgeven door een begraafplaats.
- De Mariakapel aan de Hoogcasterseweg is een rechthoekig gebouwtje met apsis. Het zadeldak, waarop zich een torentje bevindt, is met leien gedekt. Het kapelletje werd in 1939 ontworpen door Jos. Bedaux. Het was een geschenk van de parochianen aan de uit Hoogeloon afkomstige pastoor Harrie Beex. De kapel bevat een zandstenen Mariabeeld dat afkomstig is uit de kerk van Casteren. In 1946 schonken oud-militairen twee glas-in-loodramen ter nagedachtenis aan twee gesneuvelde dorpsgenoten. Deze ramen zijn gemaakt door Luc. van Hoek.
- De zuivelfabriek 'Sint-Pancratius'  is een industrieel monument uit 1916. De fabriek is in eclectische stijl gebouwd en voorzien van een torentje, boogfriezen, kantelen en andere historiserende details.
- Woonhuis uit 1742, Hoofdstraat 42
- Woonhuis uit 1847, met fraai bovenlicht, De Hoef 2
- L-vormige boerderij met duivengaten, Hoofdstraat 59
- Langgevelboerderij uit 1889, Hoofdstraat 71

Zie ook: 
- Lijst van rijksmonumenten in Hoogeloon
- Lijst van gemeentelijke monumenten in Hoogeloon

## Natuur en landschap
Hoogeloon ligt te midden van landbouwgebied. In het oosten ligt de bovenloop van Kleine Beerze. Deze rivier is sterk gekanaliseerd en het waterschap De Dommel heeft in 2008 het Inrichtingsplan Kleine Beerze Zuid gepubliceerd om de rivier een natuurlijker karakter te geven en meer geschikt te maken voor waterberging.
Ten oosten van Hoogeloon ligt het Hoogeloons bos of Loons bos. Dit is onderdeel geweest van een oud landgoed. Hierin ligt de Kabouterberg, wat een Romeinse grafheuvel is. Hier werden ook de Romeinse villa gevonden, waarvan echter niets aan de oppervlakte is te zien.
Ten noorden van Hoogeloon ligt een afwisselend landschap van stukken naaldbos die op stuifzand zijn aangelegd, afgewisseld met open weiland. Hier en daar zijn nog kleine wateren en stukjes heide te vinden. Aan de Groenstraat vindt men hier ook grafheuvels uit de Urnenveldencultuur.

## Bekende inwoners
- Harrie Beex, priester
- Micky Hoogendijk, fotograaf en kunstenares
- Harrie van der Zanden, politicus

## Nabijgelegen kernen
Vessem, Casteren, Hapert, Westelbeers